# Pidonia sertata
Pidonia sertata là một loài bọ cánh cứng trong họ Cerambycidae.